# Przybysławice (województwo lubelskie)
Przybysławice – wieś w Polsce położona w województwie lubelskim, w powiecie lubelskim, w gminie Garbów.
Wieś stanowi sołectwo gminy Garbów. Według Narodowego Spisu Powszechnego z roku 2011 wieś liczyła 838 mieszkańców.
We wsi krzyżują się drogi wojewódzkie nr 874 i 826. Przez wieś przebiega droga ekspresowa S17. Znajduje się tu węzeł Nałęczów.
Wieś królewska w dzierżawie przybysławickiej w powiecie lubelskim województwa lubelskiego w 1786 roku. W latach 1975–1998 miejscowość położona była w województwie lubelskim.

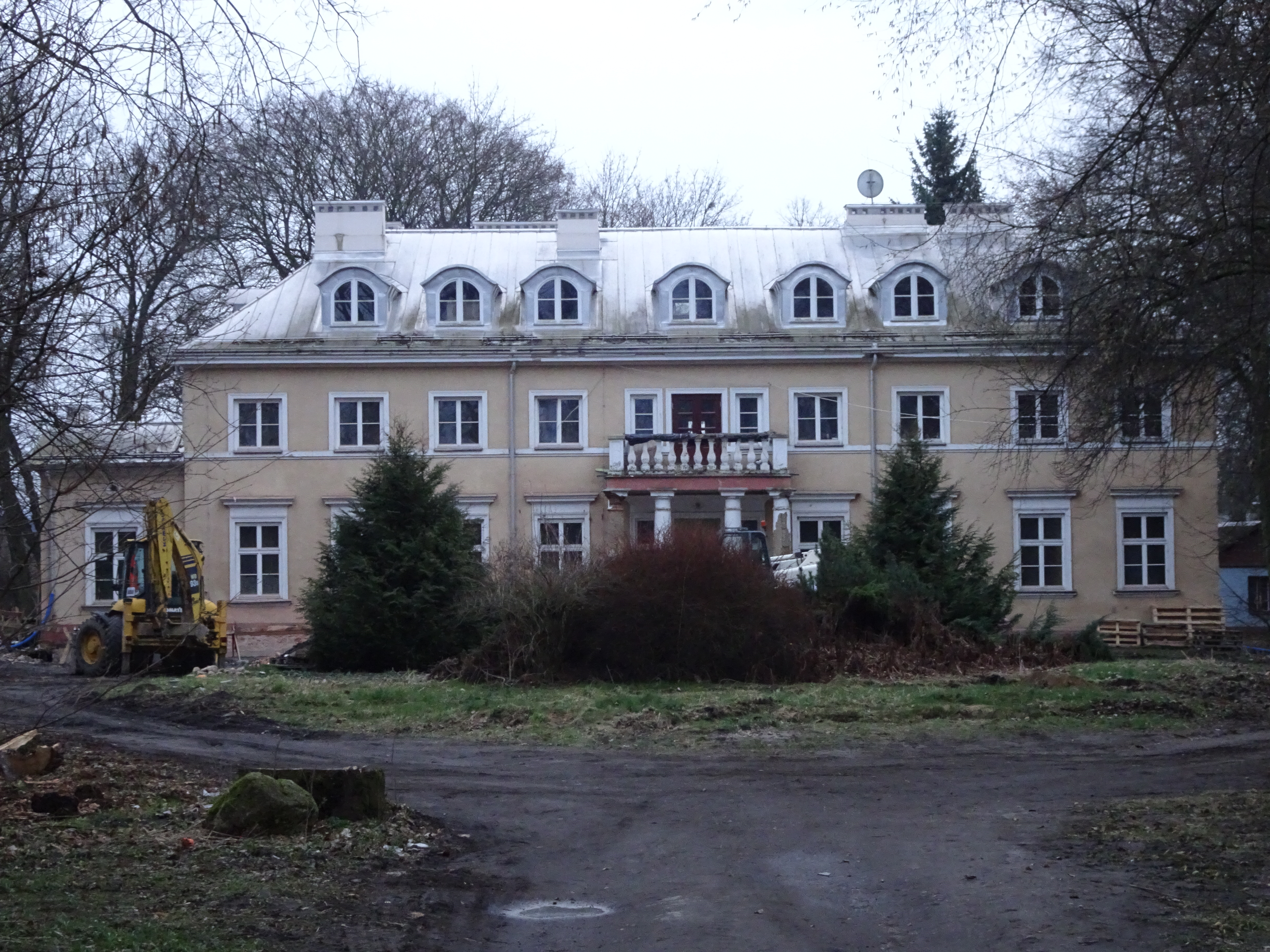
Dwór, dawny Dom Dziecka "Dworek"

We wsi znajduje się zespół dworsko-parkowy z początku XX w. Dwór parterowy wybudowany został po 1904 r. przez Bohdana Emila Broniewskiego herbu Tarnawa. W 1956 r. dwór został przebudowany. Dobudowano piętro i przeznaczono budynek dla domu dziecka "Dworek". W 2013 roku dom dziecka przeniesiono do nowego budynku. Obecnie funkcjonuje on jako Dom Dziecka "Nowy Dom" i jest prowadzony przez starostwo powiatowe w Lublinie. 
Na terenie wsi znajduje się market Dino - pierwszy i jedyny obiekt handlowy tego typu w gminie Garbów.
Wierni Kościoła rzymskokatolickiego należą do parafii Macierzyństwa Najświętszej Maryi Panny w Garbowie.